# Toni Stojanov
Toni Stojanov, né le 20 juin 1997,, est un coureur cycliste croate. Il est membre de l'équipe irlandaise All Human-VeloRevolution.

## Biographie
En 2021, il devient champion de Croatie du contre-la-montre chez les élites. 

## Palmarès
- 2016
  - 3e du championnat de Croatie du contre-la-montre espoirs
- 2021
  -  Champion de Croatie du contre-la-montre

## Classements mondiaux
| Année                                 | 2021  |
| ------------------------------------- | ----- |
| Classement mondial                    | 1282e |
| UCI Europe Tour                       | 923e  |
|                                       |       |
| Légende : nc = non classéSource : UCI |       |